# Грушницкий
Грушницкий — один из главных героев повести (главы) «Княжна Мери» из  романа «Герой нашего времени» Михаила Юрьевича Лермонтова. 
Автор на называет персонажа по имени и отчеству.

## Биография
Грушницкий и Печорин познакомились в действующем отряде, в К. полку. Причина, по которой он туда вступил, известна лишь ему одному. На момент действия главы «Княжна Мери», а это 1835 год, Грушницкому 20 лет. Он всего лишь год на службе. Пока он был юнкером, по-особенному носил толстую серую шинель. 
В 1835 году в городе Пятигорске он был повышен в звании до офицера. Сразу после этого заказал себе мундир. На балу, представ перед княжной в обмундировании, был оскорблён словами княжны Мери и Печорина, что "шинель шла ему больше", а когда узнаёт, что Григорий Александрович танцует мазурку с княжной, он обещает отомстить. Позднее он вступает в заговор против Печорина и собирается вызвать того на дуэль. Но по заговору, в пистолеты они хотели не класть пули, чтобы показать, что Печорин — трус и петербургский выскочка.
В день, когда приезжает фокусник Апфельбаум в Кисловодск, Грушницкий помогает ему в некоторых фокусах. Увидев, что из зала вышел Печорин, бывший юнкер с драгунским капитаном встречают Григория Александровича возле окон княжны Мери. А Печорину удаётся скрыться дома. На следующий день Грушницкий распространяет слух, что Печорин — будущий муж княжны. Он распространяет слух, что Печорин тайно проникал в комнату княжны Мери для любовного свидания. За это Печорин вызывает его на дуэль.
Дуэль намечается на следующий день. По итогу, заговорщики положили пулю только в пистолет Грушницкого, но узнав об этом заранее, Печорин всё обыгрывает в свою сторону и в итоге убивает Грушницкого.

## Восприятие
Иннокентий Фёдорович Анненский отмечал в статье «Юмор Лермонтова», что Грушницкий забавен, доверчив, имеет ложные понятия о чести, ищет исключительности и только в своей смерти достигает её. Анненский также акцентирует факт, что уже в возрасте двадцати одного  года, ещё будучи юнкером, Грушницкий уже имеет Георгиевский крест. Автор статьи о Грушницком в «Энциклопедии литературных героев» В. В. Макаров обращал внимание на то, что Грушиницкий страдал романтическим фанатизмом, что ему льстило внимание «светского льва» Печорина, Макаров характеризовал Грушницкого как «участника печоринского маскарада». И единственным случаем для Грушницкого сыграть роль в обществе оказалась дуэль с Печориным — этот случай был первым и он же последним.